# Ondřejnice
Ondřejnice (slezsky Ondřejnica) je říčka v Moravskoslezském kraji, pravostranný přítok řeky Odry. Délka toku činí 29,1 km. Plocha povodí měří 99,4 km².

## Průběh toku
Pramení v pohoří Ondřejník na severních svazích hory Skalka (964 m) v nadmořské výšce 755 m. Říčka teče po celém toku na sever. Protéká Kozlovicemi, Hukvaldy, Rychalticemi, Fryčovicemi, Brušperkem a Starou Vsí nad Ondřejnicí. Ústí zprava do řeky Odry u Proskovic (pod kopcem Klínec) v nadmořské výšce 220 m.

### Větší přítoky
- pravé – Říčka, Myslíkovský potok, Bačův potok, Rybský potok, Krnalovický potok, Košice, Ptáčnický potok, Oběšelý potok, Horní Kotbach, Machůvka, Jarkovský potok
- levé – Telecí potok, Brusná, Sklenovský potok

## Vodní režim
Průměrný průtok u ústí činí 1,02 m³/s.
Hlásný profil:
| místo     | říční km | plocha povodí | průměrný průtok (Qa) | stoletá voda (Q100) |
| --------- | -------- | ------------- | -------------------- | ------------------- |
| Kozlovice | 21,91    | 18,82 km²     | 0,28 m³/s            | 59,3 m³/s           |